# Stazione di Montello-Gorlago
La stazione di Montello-Gorlago è una stazione ferroviaria posta sulla linea Lecco-Brescia, pur essendo collocata nel territorio comunale di Montello serve anche il vicino centro di Gorlago.

## Strutture ed impianti
La stazione è dotata di un fabbricato viaggiatori a due livelli, provvista di sala d'attesa e ufficio movimento. È servita da tre binari, di cui due regolarmente utilizzati: al binario 1 fermano i treni in direzione Brescia, mentre al 2 fermano i treni in direzione Bergamo. I binari sono dotati di marciapiede e collegati tra loro mediante un sottopassaggio.
Adiacente al fabbricato viaggiatori sono presenti un parcheggio auto e una fermata degli autobus.
Nell'ambito del progetto di raddoppio della tratta Ponte San Pietro - Bergamo - Montello è previsto nei prossimi anni un piano di riqualificazione dello scalo che vedrà tra l'altro un innalzamento delle banchine per renderle accessibili ai disabili; la progettazione esecutiva dei lavori è stata aggiudicata da RFI a luglio 2023. Nel piano dei trasporti di regione Lombardia è inoltre contemplata l'idea che la stazione diventi in futuro capolinea di una linea del servizio ferroviario suburbano di Milano.

## Movimento
Il regionale R1 Bergamo-Brescia (esercito da Trenord) ferma in questa stazione ogni ora al minuto .20 in direzione Brescia e al minuto .39 in direzione Bergamo, secondo un orario cadenzato e simmetrico, a cui si aggiungono alcune corse di rinforzo all’ora di uscita dalle scuole, nelle ore serali e nella prima mattina . Una coppia di treni regionali R1 al giorno è prolungata fino a Cremona, lungo la linea Brescia - Cremona, ma non effettua fermata in questa stazione.